# Teucrium flavum
Il camedrio doppio (nome scientifico Teucrium flavum L., 1753) è una piccola pianta arbustiva, appartenente alla famiglia delle Lamiaceae.

## Etimologia
Il nome del genere (Teucrium) deriva da Teucro, mitico re di Troia figlio di Scamandro (divinità fluviale) e della Ninfa Idea, che secondo Plinio (Gaio Plinio Secondo nato a Como nel 23, e morto a Stabiae il 25 agosto 79, scrittore, ammiraglio e naturalista romano) per primo sperimentò le proprietà medicinali di alcuni vegetali (tra cui alcune piante del genere di questa voce). Dioscoride denominò queste piante dal greco “Teukrion”, ma è Linneo che riprese tale nome cambiandolo nel latino “Teucrium”. L'epiteto specifico (flavum = giallo) deriva dal latino ed è stato dato per il particolare colore dell'infiorescenza.
Il nome scientifico della specie è stato definito per la prima volta da Carl von Linné (1707 – 1778) biologo e scrittore svedese, considerato il padre della moderna classificazione scientifica degli organismi viventi, nella pubblicazione "Species Plantarum - 2: 565" del 1753.

## Descrizione
Queste piante raggiungono una altezza massima tra 3 e 6 dm. La forma biologica è camefita fruticosa (Ch suffr), sono piante perenni e legnose (hanno un aspetto arbustivo), con gemme svernanti poste ad un'altezza dal suolo. Sono considerate anche nano-fanerofite (NP) in quanto le gemme svernanti sono poste tra i 30 cm e i 2 metri dal suolo. Tutta la pianta è amara e aromatica (sono presenti delle ghiandole contenenti oli eterici)..

### Radici
Le radici sono del tipo fascicolato.

### Fusto
La parte aerea del fusto è eretta, ramosissima. Alla base è legnosa. Nella parte alta la sezione è tetrangolare e colorata di violetto-purpureo. La pelosità è densa per peli patenti o un po' riflessi lunghi 0,5 mm.

### Foglie
Le foglie lungo il caule sono disposte in modo opposto, sono picciolate ed hanno delle forme triangolari con 5 - 8 denti arrotondati per lato. La parte adassiale è lucida. Lunghezza del picciolo: 2 – 8 mm. Dimensioni delle foglie medie: larghezza 12 – 15 mm; lunghezza 15 – 20 mm. Dimensioni delle foglie grandi (più rare): larghezza 25 – 30 mm; lunghezza 23 – 33 mm.

### Infiorescenza
Le infiorescenze (dei spicastri) sono formate da densi verticillastri posti all'ascella di brevi brattee. I fiori sono unilaterali e peduncolati. Lunghezza del peduncolo: 10 mm.

### Fiore
I fiori sono ermafroditi, zigomorfi, tetrameri (4-ciclici), ossia con quattro verticilli (calice – corolla - androceo – gineceo) e pentameri (5-meri: la corolla e il calice sono a 5 parti). Lunghezza del fiore: 15 – 18 mm.
- Formula fiorale: per la famiglia di questa pianta viene indicata la seguente formula fiorale:

X, K (5), [C (2+3), A 2+2] G (2), (supero), drupa
- Calice: il calice è più o meno attinomorfo e gamosepalo. La parte basale è tubulosa; quella terminale presenta 5 denti abbastanza regolari e lunghi come la metà del tubo. Lunghezza totale del calice: da 8 a 10 mm.
- Corolla: la corolla è zigomorfa e gamopetala. La forma alla base è tubolare ed è colorata di giallo-verdastro. La forma all'apice è pseudobilabiata con le lacinie del labbro superiore a forma lineare, colorate di verdastro con striature purpuree; mentre il labbro inferiore è giallo. Non è presente un anello di peli all'interno della corolla. Dimensione del tubo della corolla: 11 mm. Dimensione delle lacinie del labbro superiore: larghezza 2 mm; lunghezza 8 mm.
- Androceo: l'androceo possiede quattro stami didinami, due grandi e due piccoli tutti fertili. I filamenti, sono adnati alla corolla. Gli stami sono paralleli, diritti e incurvati all'innanzi e parzialmente sporgenti dal tubo corollino. Le antere sono biloculari, di colore giallastro, ed emergono completamente dalle fauci. Le teche sono del tipo divaricato e confluenti in una sola fessura di deiscenza). Il polline matura con proterandria (prima della ricettività dei rispettivi stigmi). I granuli pollinici sono del tipo tricolpato o esacolpato.
- Gineceo: l'ovario è supero (o semi-infero[13]) formato da due carpelli saldati (ovario bicarpellare) ed è 4-loculare per la presenza di falsi setti. La placentazione è assile. Gli ovuli sono 4 (uno per ogni presunto loculo), hanno un tegumento e sono tenuinucellati (con la nocella, stadio primordiale dell'ovulo, ridotta a poche cellule).[14] Lo stilo inserito alla base dell'ovario (stilo ginobasico) è del tipo filiforme ed è molto sporgente; è inoltre caduco. Lo stigma è bifido a forma di lacinie uguali e divergenti. I nettarii sono molto ricchi di zucchero e sono disposti in circolo tutto intorno all'ovario in modo irregolare.
- Fioritura : da maggio a luglio (agosto).

### Frutti
Il frutto è uno schizocarpo composto da 4 acheni ovoidali (tetrachenio) racchiusi nel calice che è persistente. La superficie del frutto è papillosa.

## Riproduzione
- Impollinazione: l'impollinazione avviene tramite insetti (impollinazione entomogama).
- Riproduzione: la fecondazione avviene fondamentalmente tramite l'impollinazione dei fiori (vedi sopra).
- Dispersione: i semi cadendo a terra (dopo essere stati trasportati per alcuni metri – disseminazione anemocora) sono successivamente dispersi soprattutto da insetti tipo formiche (disseminazione mirmecoria).

## Distribuzione e habitat

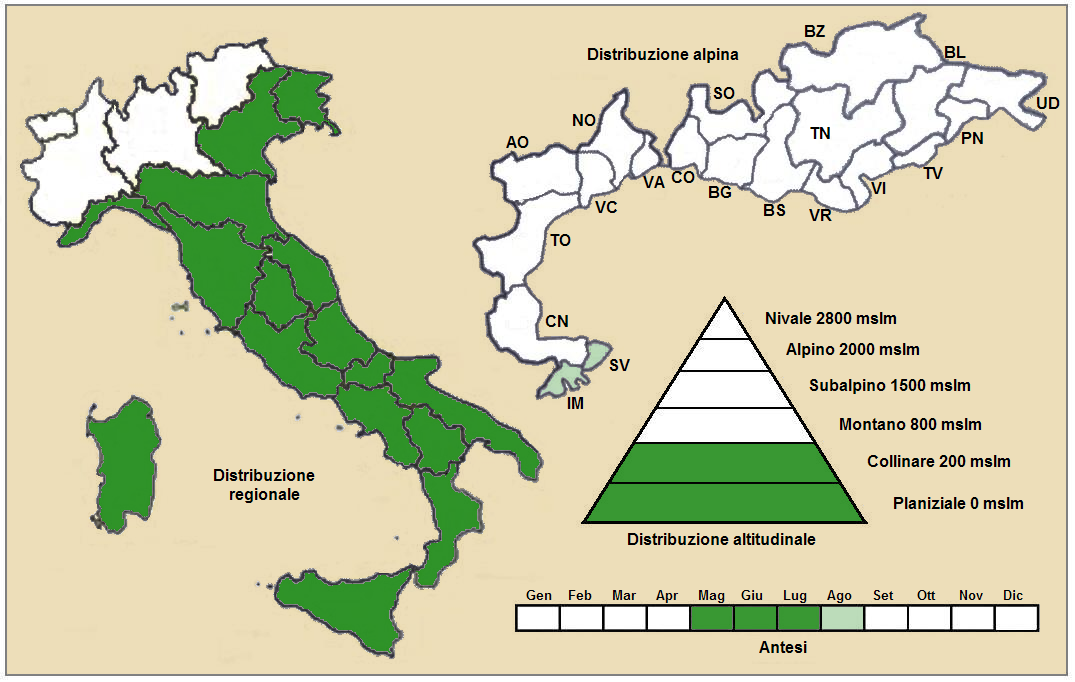
Distribuzione della pianta
(Distribuzione regionale – Distribuzione alpina)

- Geoelemento: il tipo corologico (area di origine) è Steno-Mediterraneo.
- Distribuzione: in Italia questa specie è rara e si trova soprattutto al Centro e al Sud. Sull'arco alpino (versante italiano) si trova solamente in Liguria e nel Friuli-Venezia Giulia (da verificare). Fuori dall'Italia, sempre nelle Alpi, questa specie si trova in Francia (dipartimenti di Alpes-de-Haute-Provence, Drôme e Alpes-Maritimes). Sugli altri rilievi europei collegati alle Alpi si trova nel Massiccio Centrale.[16] Nel resto dell'Europa è presente soprattutto nell'areale mediterraneo (compreso il Magreb africano).[17]
- Habitat: l'habitat tipico per questa pianta sono le rupi e i pendii sassosi; ma anche gli ambienti xerici, gli arbusteti mediterranei e le garighe basse. Il substrato preferito è calcareo con pH basico, bassi valori nutrizionali del terreno che deve essere arido.[16]
- Distribuzione altitudinale: sui rilievi queste piante si possono trovare fino a 1000 m s.l.m.; frequentano quindi il seguente piano vegetazionale: collinare (oltre a quello planiziale – a livello del mare).

### Fitosociologia
Dal punto di vista fitosociologico Teucrium flavum appartiene alla seguente comunità vegetale:
Formazione: delle comunità delle fessure, delle rupi e dei ghiaioni.
Classe: Asplenietea trichomanis
Ordine: Asplenietalia glandulosi

## Tassonomia
La famiglia di appartenenza della specie (Lamiaceae), molto numerosa con circa 250 generi e quasi 7000 specie, ha il principale centro di differenziazione nel bacino del Mediterraneo e sono piante per lo più xerofile (in Brasile sono presenti anche specie arboree). Per la presenza di sostanze aromatiche, molte specie di questa famiglia sono usate in cucina come condimento, in profumeria, liquoreria e farmacia. Il genere Teucrium si compone di circa 250 specie, una quindicina delle quali vivono in Italia. La distribuzione è subcosmopolita, ma per lo più extratropicale e con la maggiore diversità nell'areale mediterraneo. All'interno della famiglia questo genere è descritto nella sottofamiglia Ajugoideae. Nelle classificazioni meno recenti la famiglia del genere Teucrium è chiamata Labiatae.
Il numero cromosomico di T. flavum è: 2n = 32.

### Sottospecie
Per questa specie, in Italia, sono riconosciute le seguenti sottospecie:
- subsp. flavum: nella parte alta i fusti sono pelosi tutt'attorno; le foglie sono vellutate sulle due facce e sul picciolo; questa sottospecie si trova su tutto il territorio italiano;
- subsp. glaucum (Jordan et Fourr.) Ronn., 1918: nella parte alta il fusto è peloso solamente sulle facce opposte alternate a ciascun nodo; le foglie sono glabre e con colorazione glauca nella parte abassiale; la dimensione delle foglie è minore rispetto alla subsp. flavum, sono più incise e il picciolo è glabro; le brattee sono meno acute; il calice è più peloso.Distribuzione: in Sardegna praticamente è presente solamente questa varietà; è presente in Sicilia; è segnalata anche in altre parti della Penisola (Basilicata); si trova anche in Spagna, nella Penisola Balcanica e nel Magreb africano.

Nel resto dell'Europa sono presenti anche le seguenti altre sottospecie:
- Teucrium flavum subsp. gymnocalyx Rech. f., 1941 - Distribuzione: Grecia e Cipro
- Teucrium flavum subsp. hellenicum Rech. f., 1941 - Distribuzione: Grecia, Cipro e Anatolia

### Sinonimi
Questa entità ha avuto nel tempo diverse nomenclature. L'elenco seguente indica alcuni tra i sinonimi più frequenti:
- Chamaedrys cinerascens Jord. & Fourr.
- Chamaedrys flava  (L.) Moench
- Chamaedrys glauca  Jord. & Fourr. (sinonimo della sottospecie glaucum)
- Chamaedrys ovalifolia  Jord. & Fourr.
- Chamaedrys pulverulenta  Jord. & Fourr.
- Chamaedrys virescens  Jord. & Fourr.
- Teucrium flavum var. glaucum  (Jord. & Fourr.) Nyman	 (sinonimo della sottospecie glaucum)
- Teucrium glaucum  (Jord. & Fourr.) Bég. (sinonimo della sottospecie glaucum)
- Teucrium majus  Bubani
- Teucrium nitidum  Schreb.
- Teucrium regium  Schreb.

## Altre notizie
Il camedrio giallo in altre lingue è chiamato nei seguenti modi:
- (DE)  Fahler Gamander
- (FR)  Germandrée jaune
- (EN)  Yellow Germander